# Фомин, Николай Петрович (композитор)
Фомин Николай Петрович (2 (14) августа 1864, Петербург — 19 ноября 1943, Ленинград) — российский, советский композитор, балалаечник.

## Биография
Долгое время Н. П. Фомин считался родственником (правнуком) русского композитора XVIII века Евстигнея Ипатовича Фомина. Эта версия, тиражировавшаяся в литературе, опровергнута музыковедом Б. А. Тарасовым.
Так же была популярна версия о Фомине-мультиспециалисте (наличие музыкальных дипломов по трем специальностям). На самом деле, Н. П. Фомин окончил Петербургскую консерваторию со званием свободного художника по композиции по классу Н. А. Римского-Корсакова в 1891 году.
В 1888 году Н. П. Фомин знакомится с В. В. Андреевым, однако непосредственное участие Н. П. Фомина в судьбе Кружка любителей игры на балалайках В. В. Андреева началось позже. В 1894 году — первые опыты по перестройке балалаек вместе с мастером С. И. Налимовым. В 1896 году, одновременно с реконструкцией домры и введения гуслей, перестраиваются балалайки (с кварто-квинтового строя Е-А-Е на привычный ныне унисонно-квартовый строй). Коллектив переименовывают в Великорусский оркестр. С этого же времени начинается активная работа Н. П. Фомина по изменению репертуара балалаечного оркестра, благодаря чему коллектив Андреева обрел новое лицо.
В 1929—1942 Н. П. Фомин преподавал игру на русских народных инструментах и инструментовку для оркестра народных инструментов в Ленинградской консерватории (с 1939 — профессор).
Умер 19 ноября 1943 года в Ленинграде. Похоронен на Большеохтинском кладбище (Вятская дорожка).

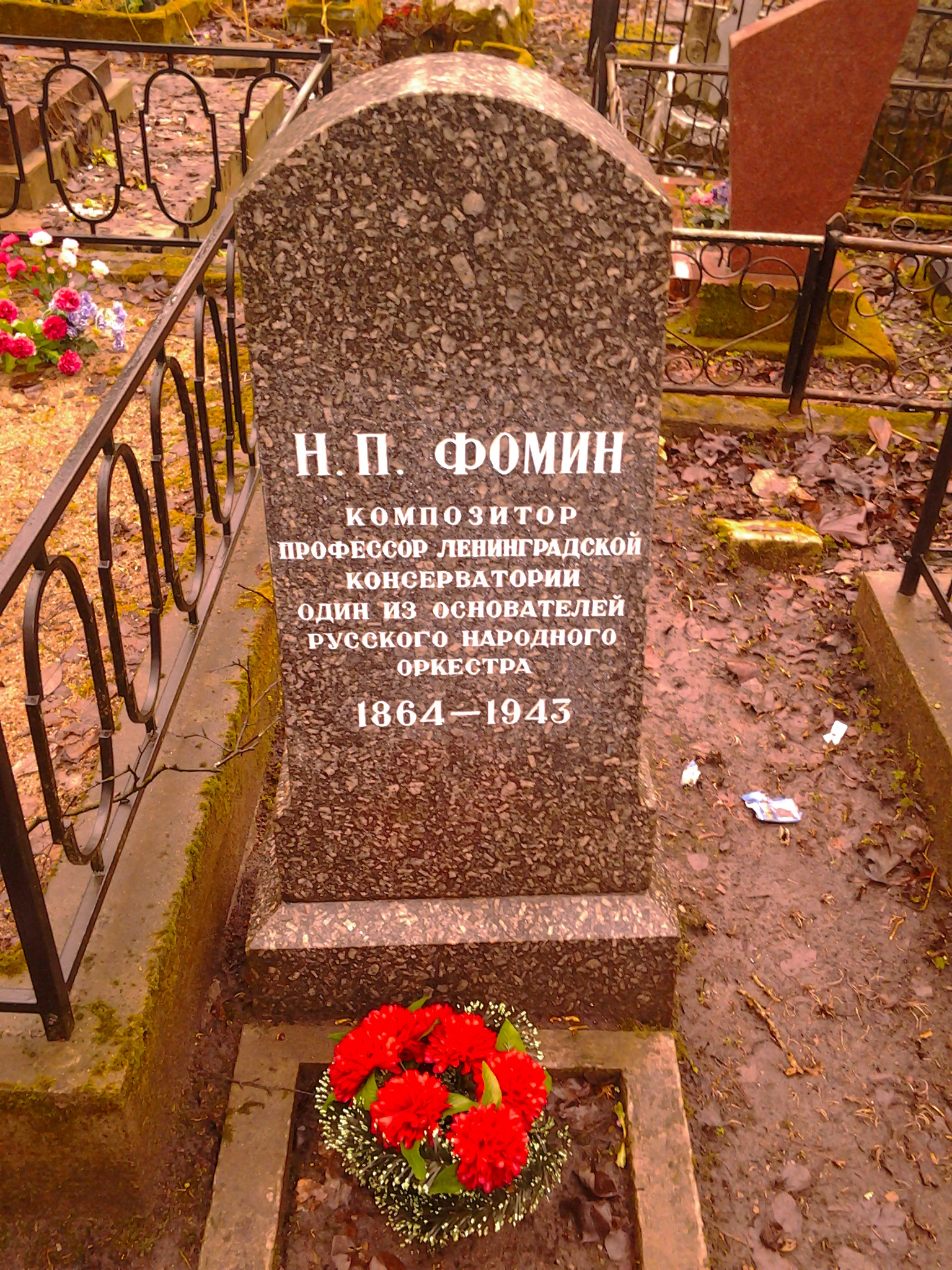
Надгробие Н. П. Фомина на Большеохтинском кладбище Санкт-Петербурга.

## Сочинения
Обработал для оркестра русских народных инструментов множество русских народных песен, в том числе:
- «У ворот, ворот»
- «Вспомни, вспомни»
- «Как во городе царевна»
- «Заиграй, моя волынка»
- «Я на камушке сижу»

Переложил для того же состава произведения русских и западноевропейских композиторов. Автор ряда музыкальных произведений: опер «Пир Валтасара» (1890), «Сказка о мертвой царевне и семи богатырях» (1904), 3 балетов, кантаты «Горийская башня» (сл. С. Величко, 1891), а также оркестровые сочинения, сочинения для струнного квартета, 12 мазурок для фортепиано.